# Museo diocesano Giovanni Tarantini
Il Museo diocesano  Giovanni Tarantini, istituito nel 2012, ha sede nella chiesa di San Paolo eremita a Brindisi; parte della rete museale diocesana sono anche la Chiesa di Santa Teresa e piano superiore e le Chiesa delle Scuole Pie a Brindisi, oltre alla sezione di Ostuni situata al piano terra del Palazzo dell'Episcopio.

## Storia
Il museo è stato inaugurato nel giugno 2012 nella sede della Chiesa di Santa Teresa in Brindisi, sottoposta nel 2022 ad un intervento per il recupero e la funzionalizzazione di infrastrutture materiali grazie al finanziamento per il bando Regione Puglia “Interventi per valorizzazione e fruizione patrimonio culturale appartenente agli Enti ecclesiastici”, con il potenziamento dell'offerta di servizi culturali, attraverso la realizzazione di laboratori e l'adeguamento tecnologico del patrimonio culturale. Dopo aver ottenuto i permessi dalle Soprintendenze territoriali e per decreto dell'arcivescovo, i beni sono stati trasferiti dalla chiesa di Santa Teresa alla chiesa di San Paolo Eremita, altra sede museale diocesana da poco restaurata, con una consistenza e funzionalità in continuo miglioramento. Infatti, nell'intento di tutelare, conservare, accrescere e rendere fruibile il patrimonio artistico presente nella Arcidiocesi di Brindisi-Ostuni, nel gennaio 2021 Domenico Caliandro, arcivescovo di Brindisi Ostuni, con un decreto ha eretto canonicamente la Rete Museale Diocesana con sede in Brindisi nella Chiesa di Santa Teresa e piano superiore, nella chiesa di San Paolo eremita e nella Chiesa delle Scuole Pie, e nella sezione di Ostuni al piano terra del Palazzo dell'Episcopio.

## Collezioni
Nelle sale espositive della chiesa di San Paolo eremita sono collocati i diversi pezzi seguendo un percorso sia cronologico sia tematico che si apre con l'esposizione della Platea del 1738, ovvero l'inventario dei beni del convento di San Paolo de' Minori Conventuali che presenta l'unica pianta esistente del convento.
Dunque l'esposizione parte dal Medioevo con:
- Idria di marmo serpentino del sec. VIII, il "vaso dell'Epifania" probabilmente traslata a Brindisi nel XIII secolo, forse con le reliquie di san Teodoro d'Amasea nell'occasione delle nozze, celebrate nella basilica Cattedrale il 9 novembre 1225, fra Isabella di Brienne, regina di Gerusalemme, e Federico II di Svevia;
- arca d'argento di san Teodoro d'Amasea, XIII secolo; in occasione delle nozze di Federico II, le reliquie di san Teodoro d'Amasea furono traslate in Brindisi dalla città anatolica di Euchaita avvolte in uno sciamito e nella città pugliese troveranno collocazione in un'arca le cui quattro facce verticali sono completamente rivestite di lastre d'argento;
- sciamito operato a due trame avrebbe avvolto i resti di san Teodoro all'atto della loro traslazione; il tessuto di seta dal fondo dorato, detto "oro di Cipro", è ornato di medaglioni polilobati, disposti in serie ordinate in orizzontale e verticale;
- pergamena del Privilegium Imperatoris Friderici II, del 1219 recante la firma autografa dell'imperatore Federico II, che conferma all'arcivescovo di Brindisi Pellegrino d'Asti (1216-22) le prerogative patrimoniali e giurisdizionali di cui la sua chiesa godeva ab antiquo.

Tra le collezioni vi erano gli argenti della chiesa e della sacrestia, tutti settecenteschi di manifattura napoletana, dei quali però il 18 marzo 2023 quelli presenti nella navata dell'edificio sacro sono stati rubati. La raccolta presentava calici, navicelle, cucchiaini, secchielli, aspersori, incensieri, navette, turiboli, ampolle, vassoi, gli ostensori (di particolare interesse quello della processione del Cavallo parato), le pissidi. A rimanere sono le cartegloria, legature di messali, evangeliari, antifonari, la jad di tradizione ebraica, i cinquecenteschi piatti per le elemosine in ottone col classico motivo centrale e quello figurato con scene sacre che rappresenta Adamo ed Eva.
Nella sezione delle tele preziose sono oltre quelle già presenti nella chiesa anche l'Angelo con il simbolo della Passione: la scala della Croce, da Lucio Galante e Massimo Guastella attribuito ad ambito di Simon Vouet (1590-1649) e l'olio su tela San Lorenzo da Brindisi, fine XVII secolo.
Sul presbiterio si apre la sezione dedicata a San Lorenzo da Brindisi, con il leggio da lui usato nella chiesa di San Benedetto, i suoi abiti liturgici e alcuni libri di introito ed esito del monastero degli Angeli di Brindisi, da lui fortemente voluto.
Nella sezione dei paramenti liturgici, sempre sul presbiterio, sono esposte poi una serie di pianete che variano di colore e tessuto, studiate approfonditamente da Maria Pia Pettinau Vescina. Alcuni presentano forme di cornucopie con elementi floreali e vegetali che ricordano funghi, frutti esotici e grandi narcisi.